# Saint-Simon (Cantal)
Saint-Simon è un comune francese di 1 124 abitanti situato nel dipartimento del Cantal nella regione dell'Alvernia-Rodano-Alpi.

## Società

### Evoluzione demografica
Abitanti censiti